# Zékémzougou
Zékémzougou är en ort i Burkina Faso.   Den ligger i provinsen Province du Boulkiemdé och regionen Centre-Ouest, i den centrala delen av landet, 40 km väster om huvudstaden Ouagadougou. Zékémzougou ligger 321 meter över havet och antalet invånare är 1 132.
Terrängen runt Zékémzougou är mycket platt, och sluttar västerut. Närmaste större samhälle är Kokologho, 16,1 km söder om Zékémzougou.
Omgivningarna runt Zékémzougou är en mosaik av jordbruksmark och naturlig växtlighet. Runt Zékémzougou är det ganska tätbefolkat, med 155 invånare per kvadratkilometer.